# التای، گاوی-التای
التای، گاوی-التای (به لاتین: Altai, Govi-Altai) یک منطقهٔ مسکونی در مغولستان است که در استان گاوی-آلتای واقع شده‌است.